# عائشة نيل شاملي أوغلو
عائشة نيل شاملي أوغلو (بالتركية: Ayşenil Şamlıoğlu)‏ (ولدت في 20 مارس عام 1965 في مدينة إسطنبول) ممثلة مسرحية وسينمائية وممثلة مسلسلات تلفزيونية، ومخرجة وكاتبة.
التحقت الفنانة عائشة نيل في عام 1974 بكلية العلاقات العامة والصحافة في جامعة إسطنبول. وتركت عائشة نيل تعليمها بشكل مؤقت ثم ذهبت إلى ألمانيا. وتعلمت اللغة الألمانية في مدينة فرانكفورت. واهتمت عائشة نيل شاملي أوغلو بالمسرح في ألمانيا. وشاركت في الأعمال المسرحية بالفرق المسرحية للهواة. وعقب عودتها إلى تركيا تعلمت عائشة نيل شاملي أوغلو في كلية الهندسة المعمارية بجامعة الشرق الأوسط الفنية. ثم تركت عائشة جول تعليمها بشكل مؤقت للمرة الثانية. واهتمت عائشة نيل بالرسم في وكالة الإعلانات الخاصة وذلك بالإضافة إلى عملها لفترة تقدر بعاماً في وكالة أنباء الأناضول. وتخرجت عائشة نيل شاملي أوغلو من قسم المسرح بالمعهد الموسيقي للدولة بأنقرة في جامعة هاستيب. وفي عام 1982 شغلت عائشة نيل منصب ممثلة ومساعد مخرج في مسرح الدولة بأضنة.
وخلال أعوام 1988 - 1989 ألقت الفنانة عائشة نيل محاضرات في المسرح في جامعة هاستيب. وشغلت عائشة نيل منصب الأمين العام لمسارح الدولة لفترة من الوقت. وكتبت عائشة نيل عملاً بعنوان «دبلوم الإصطفاف» حيث قام تونتش بشاران بكتابة السيناريو الخاص به وقام بإخراجه وتحويله إلى فيلم. وقامت عائشة نيل بأداء أدوار البطولة في مسلسلات بعنوان «أحوال منزلنا وسيدات فيرهوندا». ولقد أشُتهرت عائشة نيل على نطاق واسع وذلك من خلال أدائها لشخصية حفيظة حيث أنها قد مثلتها في مسلسل بعنوان «صديق طريقي». وعملت الفنانة في الفرق المسرحية الخاصة مثل فرقة سيمافير وعملت أيضاً في مسرح الدولة بإسطنبول. وقامت هناك بالتمثيل سوياً مع الإخراج. وقد شغلت عائشة نيل منصباً بالإخراج الفني العام بمسرح الدولة بإسطنبول وذلك في 29 مايو عام 2009.
وفي الوقت نفسه تعد الفنانة عائشة نيل إبنة ثروت شاملي أوغلو الرئيس السابق لمحكمة مراجعي الحسابات. وشغلت عائشة نيل منصب عضو في لجنة التحكيم في جوائز مسرح غفيفة السابع عشر.

## بعضالمسرحياتالتي أخرجتها
- بانا ماستيكاي تشالسانا: نيلبانو إنجيندانيز - مسرح عائشة برودوكسيون - عام 2007
- مكان في منتصف العالم: ـ أوزن يولا - مسرح الدولة بإسطنبول - عام 2007
- سجناء التونا: جان - بول سارتر - مسرح الدولة بأنقرة - عام 2006
- سليمان وأتباعه: ماكس فريش \ يافوز بيكمان - فرقة سيمافر - عام 2005
- حورم الغير رسمي: أوزن يولا - مسرح المدينة بإسطنبول - عام 2004
- أوبرا كولهان بك: أولكو أيفاز - مسرح الدولة بأنطاليا - عام 2002
- بناء: بهيجة أك - مسرح الولة بسيفاس - عام 2001
- شفياك الجندي الشجاع: برتولت بريخت - مسرح الدولة بأنطاليا - عام 2001
- الدبابير: أريستوفانيس - مسرح الدولة بأنقرة - عام 2000
- من الإثنين إلى الخميس: موصاحيبزادا جلال - مسرح الدولة بأضنة - عام 1999
- في. فرانك (مسرحية): فريدريش دورينمات - مسرح الدولة بأضنة - عام 1998
- الشرانق: عدالة أغا أوغلو - مسرح الدولة بإسطنبول - عام 1997
- يريد مخابة الموتى: مليح جودت أنداي - مسرح الدولة بإسطنبول - عام 1997
- أنا فيورباخ: تانكريد دورست - مسرح الدولة بأنقرة - عام 1995

## المسرحياتالتي مثلتها
- توفيت، هل شعرت؟ : يجيت سيرتدمير - المسرح بعد السادي - عام 2013
- إيفاريستو: جيهان جانوفا - المسرح بعد السادس - عام 2013
- لعنات الغزلان: موراتهان مونجان - مسرح الدولة بأنقرة - عام 1996
- جلجامش: زينب أفجي - مسرح الدولة بأنقرة - عام 1996
- حماس الحزن: يشار سيمان \ آدم عطار - مسرح الدولة بأنقرة - عام 1992
- دومرول المجنون: جونجور ديلمن - مسرح الدولة بأنقرة - عام 1990
- حبنا هو أكبر حريق بأكساري: جونجور ديلمن - مسرح الدولة بأنقرة - عام 1989
- عفيفة جال: نزيحة أراز - مسرح الدولة بأنقرة - عام 1987
- في مركز الشرطة: سيدني كينجسلي - مسرح الدولة بأنقرة - عام 1985

## جوائزها
- عام 1988 ، جائزة أفضل ممثلة مساعدة بمؤسسة الفن عن دور كينار هانم في فيلم عفيفة جال
- عام 1997 ، جائزة مخرجة العام بمؤسسة الفن ريجينا بيير راي) اسم ملكي

عام 1998 ، جائزة أفضل لجنة تحكيم (عدالت أغا أوغلو)، عصمت كونتاي عن الشرانق
- عام 1998 ، جائزة أفضل لجنة تحكيم (مليح جودت أنداي)، عصمت كونتاي عن مسرحية يريد مخاطبة الموتى
- عام 2000 جائزة أفضل لجنة تحكيم (موصاحبزادا جلال)، عصمت كونتاي عن مسرحية من الإثنين إلى الخميس

عام 2000 ، جائزة أفضل إنتاج من توركان كاهرمانكابتان بنادي تشيراغان ليونز (موصاحبزادا جلال)
- عام 2000 ، جائزة أفضل إنتاج بمؤسسة الفن، (موصاحبزادا جلال) عن مسرحية من الإثنين إلى الخميس
- عام 2000 ، جائزة أفضل لجنة تحكيم بإتحاد النقاد، (موصاحبزادا جلال) عن مسرحية من الإثنين إلى الخميس
- عام 2000 ، جائزة أفضل مخرجة ناجحة، عفيفة، (أوزن يولا) عن مسرحية حورم الغير رسمي بمسرح المدينة بإسطنبول

## الأفلامالتي مثلتها
قد أضئت الليلة: أونور أونلو - عام 2013 فتاة شوكت
- للأسف: هاكان ألجول - عام 2010 نيجلا
- نوم الأميرة: تشاجان إيرماك - عام 2010
- آي لف يو: سرميان ميديات - عام 2009
- أسرار الملائكة: أجلان بويوك تورك أوغلو - عام 2008
- امتحان: عمر فاروق سوراك - عام 2006
- البناء: عمر فارجي - عام 2003
- يحبني أيضاً: باريش بيرحسان - عام 2001
- دبلومة الاصطفاف: تونتش بشاران - عام 1998

## المسلسلاتالتي مثلتها
- المد والجزر (2014)
- عمل الطفل (2013)
- غالب درويش (2013) هاندان (ممثل ضيف شرف)
- القلب المهتم (2013)

الطريق السئ (2012)
لدينا عمة - ميهبار (2011)
صديق طريقي (2008)
- الوردة الرقيقة بفكري (2007)

بيت الكوابيس: «الأصدقاء القادمين ليلة» (2006)
حبي الأول (2006)
سر الأحجار (2006)
الأطباء (2006)
اللاهث (2005)
الجانب الأوروبي (2004)
- جوانب بيتنا (2000)
- سيدات فيرهوندا (1993)

## وصلات خارجية
- عائشة نيل شاملي أوغلو على موقع IMDb (الإنجليزية)
- عائشة نيل شاملي أوغلو على موقع ألو سيني (الفرنسية)
- عائشة نيل شاملي أوغلو على موقع قاعدة بيانات الفيلم (الإنجليزية)
- عائشة نيل شاملي أوغلو على موقع كينوبويسك (الروسية)

- عائشة نيل شاملي أوغلو في قاعدة البيانات على الإنترنت
- عائشة نيل شاملي أوغلو في السينما التركية [التركية]

* Şablon:Turkdizi.tv/kisi/aysenil-samlioglu/
- عائشة نيل شاملي أوغلو على موقع IMDb (الإنجليزية)
- عائشة نيل شاملي أوغلو على موقع ألو سيني (الفرنسية)
- عائشة نيل شاملي أوغلو على موقع قاعدة بيانات الفيلم (الإنجليزية)
- عائشة نيل شاملي أوغلو على موقع كينوبويسك (الروسية)

* عائشة جول جنكيز أكمان في السينما التركية